# Axe historique

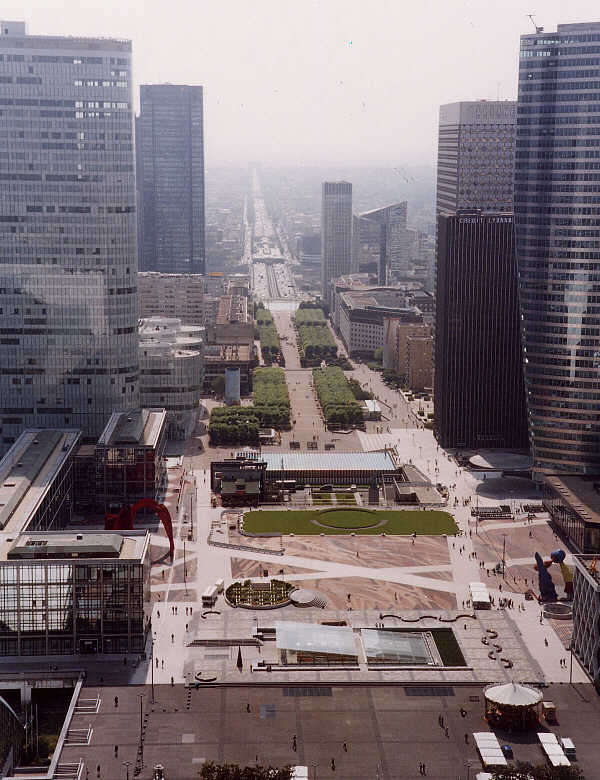
Guardando dal tetto del Grande Arche, oltre i grattacieli de La Défense, lungo l'Axe historique.

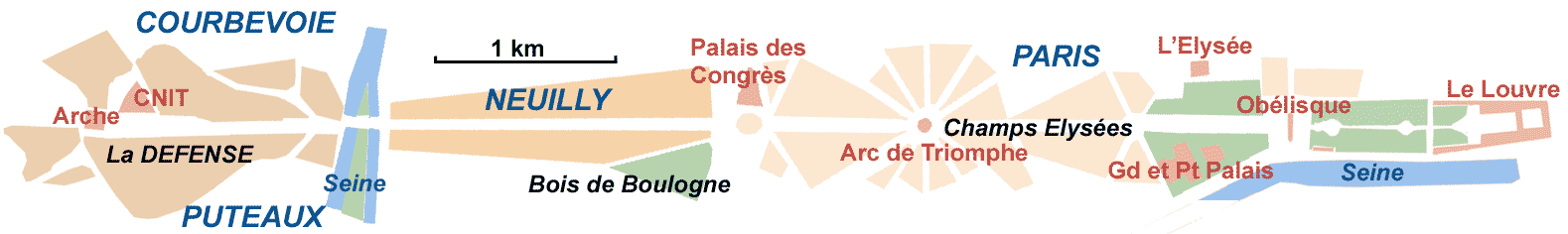
Pianta dell'axe historique

L'Axe historique (Asse storico) è una linea di monumenti, edifici e strade che corrono dal centro di Parigi verso l'esterno, in direzione ovest. L'asse storico è noto anche come Voie Triomphale (Via trionfale).
L'asse storico iniziò con la creazione degli Champs-Élysées, progettati nel XVII secolo per creare una vista verso ovest, estendendo l'asse centrale dei giardini del Palazzo delle Tuileries. Oggi rimangono i Giardini delle Tuileries (Jardins des Tuileries), che conservano il loro ampio viale centrale, anche se il palazzo venne dato alle fiamme durante la Comune di Parigi (1871) e distrutto qualche anno dopo (1880).
Tra i Giardini delle Tuileries e gli Champs Élysées, un ammasso di edifici, sul sito dove si trova Place de la Concorde, rimase fino all'inizio del regno di Luigi XV, al quale venne inizialmente dedicata la piazza. Dopo la costruzione della piazza l'asse dei giardini poteva aprirsi attraverso un grandioso passaggio nella nuova piazza reale.
Ad est, il Palazzo delle Tuileries fronteggiava una piazza aperta, la Place du Carrousel. Qui, su ordine di Napoleone Bonaparte, l'Arc de Triomphe du Carrousel venne centrato sul palazzo (e quindi sullo stesso asse che si stava sviluppando dietro di esso). I progetti a lungo cullati di collegare il cortile d'ingresso del "Vecchio Louvre" (così veniva chiamato il palazzo in disuso) con il cortile delle Tuileries, spazzando via gli edifici che si frapponevano, venne finalmente in essere all'inizio del XIX secolo. Di conseguenza il vecchio asse che si estende dal cortile del Louvre è leggermente inclinato rispetto al resto di quello che sarebbe diventato l'Axe historique, ma l'Arc du Carrousel, che si trova al fulcro tra i due, serve a mascherare la congiunzione.
Ad ovest, l'Arc de Triomphe sulla Place de l'Étoile, venne completato nel 1836. Posto all'estremità occidentale degli Champs Élysées formava il punto più distante di questa linea di prospettiva, che oggi inizia davanti al blocco centrale del Museo del Louvre, passando attraverso la contemporanea Piramide del Louvre di I. M. Pei.
Questo asse venne esteso ulteriormente verso ovest lungo l'Avenue de la Grande Armée, oltre i confini cittadini di Parigi e fino a La Défense. Questa era in origine un grande svincolo, che prendeva il nome da una statua che commemorava la difesa di Parigi durante la Guerra Franco-Prussiana.
Negli anni cinquanta, l'area attorno a La Défense venne scelta per diventare un nuovo centro direzionale, e alti edifici vennero costruiti lungo il viale. L'asse si trovò nuovamente esteso, con progetti ambiziosi per l'estremità occidentale della moderna piazza.
Non fu fino agli anni ottanta, con il presidente François Mitterrand, che un progetto venne avviato, con una moderna versione del XX secolo dell'Arco di Trionfo. Questo è opera dell'architetto danese Johann Otto von Spreckelsen, La Grande Arche de la Fraternité (noto semplicemente come La Grande Arche o L'Arche de la Défense), è un monumento all'umanità e agli ideali umanitari, piuttosto che alle vittorie militari. Venne inaugurato nel 1989.
Quest'ultimo causa una deviazione all'asse:
- la rete di linee ferroviarie e tunnel stradali che si trovano sotto la piazza sopraelevata de La Défense hanno impedito ai pilastri che sostengono l'arco di essere esattamente in linea con l'asse, che risulterebbe leggermente piegato, se dovesse essere ulteriormente esteso verso ovest
- Dal tetto del Grande Arche, si può vedere un secondo asse: la Tour Montparnasse si trova esattamente dietro la Torre Eiffel.